# Sphaerophoria rueppellii
Sphaerophoria rueppellii là một loài ruồi trong họ Ruồi giả ong (Syrphidae). Loài này được Wiedemann mô tả khoa học đầu tiên năm 1830. Sphaerophoria rueppellii phân bố ở vùng Cổ Bắc giới